# Basílio da Hungria
Basílio (em latim: Basilius), Vazul ou Vászoly (antes de 997 - 1031 ou 1032) foi um membro da Casa de Arpades, neto de Taxis, grão-príncipe da Hungria. Para além disso, a única coisa certa de sua vida é que foi mantido em cativeiro e cegado na fortaleza de Nitra (Eslováquia) nos últimos anos do reinado de seu primo, o rei Estêvão I (r. 997–1038). Historiadores modernos, incluindo György Györffy, não excluem a possibilidade dele ter sido duque de Nitra. É o antepassado de quase todos os reis da Hungria que reinaram após 1046.

## Biografia
Basílio foi o filho de Miguel, o filho mais jovem do grão-príncipe Taxis. O nome de sua mãe é desconhecido. De acordo com Györffy, é "provável" que foi uma princesa búlgara, uma parente de Samuel da Bulgária (r. 997–1014). Györffy também escreve que Basílio era ainda uma criança cerca de 997. Seu nome deriva de Basílio (em grego: Βασιλειος; romaniz.: Basileios), o que implica que foi batizado de acordo com o rito bizantino.
Györffy diz que Basílio "aparentemente" manteve o Ducado de Nitra, porque crônicas não fazem menção a outros assentamentos em conexão com sua vida. De acordo com a Crônica Iluminada, o rei Estêvão prendeu Basílio e manteve-o em cativeiro na fortaleza de Nitra, a fim de instá-lo a "alterar sua frivolidade juvenil e loucura". Em contraste com Györffy, seu colega eslovaco, Ján Steinhübel não tem dúvida que Basílio foi um duque de Nitra, que sucedeu seu irmão, Ladislau, o Calvo antes de 1030. Steinhübel acrescenta que Basílio, à semelhança de seu irmão, aceitou a suserania do rei Miecislau II (r. 1025–1031); foi preso em sua antiga sede, quando o rei Estêvão I da Hungria ocupou seu ducado em 1031. A teoria que o "duque de Nitra" estava sob suserania polonesa nas primeiras décadas do século XI, que é baseada na Crônica Polonesa-Húngara, é terminantemente refutada por Györffy.
Emérico, o único filho de Estêvão I que sobreviveu à infância, morreu em um acidente de caça em 1031. Embora Basílio fosse o parente agnático mais próximo de Estêvão e, por conseguinte, tinha a mais forte reivindicação ao trono, o rei ignorou-o e nomeou o filho de sua irmã, Pedro Orseolo, como herdeiro. De acordo com os quase contemporâneos Anais de Altaich, Basílio ressentia amargamente sua omissão, mas foi cegado por ordem do rei Estêvão. De acordo com os relatos contrastantes das crônicas húngaras posteriores, escritas sob os reis descendentes da linha de Basílio, Estêvão inicialmente planejou nomear Basílio como seu herdeiro, mas os inimigos de Basílio, incluindo a rainha de Estêvão, Gisela, arquitetaram um complô para atrapalhar os planos do rei. Eles enviaram um "homem mau" para Nitra que "colocou para fora os olhos de Basílio e preencheu as cavidades de suas orelhas com chumbo" antes dos enviados do rei chegarem.
| “ | Sentindo seus poderes escapulirem, [Rei Estêvão] enviou mensageiros as pressas para trazerem Basílio, o filho de seu tio, da prisão de Nitra, de modo a fazê-lo rei dos húngaros após ele mesmo. Contudo, tão logo quando a rainha Gisela ficou sabendo disso, ela arquitetou um complô com um grupo de traidores, e enviou o ispano Sebo à frente do mensageiro. Sebo colocou para fora os olhos de Basílio e derramou chumbo derretido em suas orelhas; ele então fugiu para a Boêmia. Quando Basílio foi finalmente trazido por um mensageiro do rei, o rei chorou amargamente seu destino. | ” |
|   | — Simão de Kéza, Os Feitos do Húngaros. |   |

## Família
A informação da família de Basílio é contraditória. Cronicas húngaras posteriores tendem a ocultar que os reis após 1046 descendem de um príncipe que foi deserdado e condenado pelo primeiro rei-santo da Hungria. Assim, muitas das crônicas afirmam que o irmão de Basílio, Ladislau, o Calvo foi o antepassado dos monarcas húngaros ao invés de Basílio. Contudo, um relatório concorrente - que foi, por exemplo, registrado na Crônica Iluminada - preservou a memória da paternidade de Basílio filhos nomeados André, Bela e Levente. Da mesma forma, a Crônica Iluminada escreve que a esposa de Basílio foi membro do clã Tátony, mas seu casamento não tinha legitimidade. Seus três filhos foram expulsos da Hungria após a morte de Basílio em 1031 ou 1032.
| “ | Diz-se que estes três irmãos [André, Bela e Levente] foram os filhos do duque Basílio com uma garota do clã de Tatun e não nasceram de uma verdadeira cama de casal, e que através deste conjunto eles derivam a nobreza deles de Tatun. De certo isto é o mais mal e falso conto. Não por esta razão eles são nobres, mas porque eles são os filhos de Ladislau, o Calvo, que é dito como tendo tomado uma esposa da Rutênia de quem estes três filhos nasceram. | ” |
|   | — Crônica Iluminada. |   |